# بژوستوو
بژوستوو (به لهستانی:  Brzostów) یک روستا در لهستان است که در گمینا یاراچوو واقع شده‌است. بژوستوو ۲۵۸ نفر جمعیت دارد.